# Escut de Zimbàbue
L'escut de Zimbàbue fou adoptat el 21 de setembre de 1981, un any i cinc mesos després de la bandera estatal, en substitució de l'antic escut de Rhodèsia.

## Blasonament
De sinople, la representació d'una part del Gran Zimbàbue al natural; al cap, d'argent, set pals ondats d'atzur. Acoblats darrere l'escut, una aixada a la destra i un fusell automàtic AK-47 a la sinistra passats en sautor. Com a suports, un cudú rampant al natural a banda i banda, sostinguts damunt una terrassa carregada d'espigues de blat, uns flocs de cotó i una panotxa de blat de moro al natural. Ressaltant sobre la terrassa, una cinta amb el lema nacional en anglès: UNITY – FREEDOM – WORK ('Unitat – Llibertat – Treball'). Per timbre, un borlet d'or i sinople somat de l'Ocell del Gran Zimbàbue d'or, tot plegat per damunt d'una estrella de cinc puntes de gules.

## Significat
Segons fonts oficials, l'escut de sinople representa la fertilitat del sòl, mentre que el cap ondat al·ludeix a l'aigua, que porta prosperitat. La representació del Gran Zimbàbue és el passat històric de la nació, i el fusell i l'aixada simbolitzen la transició de la guerra a la pau. El borlet d'or i de sinople representa l'economia minera i agrícola en què es basa l'economia nacional. L'estrella és un antic símbol d'esperança en el futur; està pintada de vermell per commemorar el sofriment dels pobles de Zimbàbue i la necessitat d'evitar patiments ulteriors. L'Ocell del Gran Zimbàbue és l'emblema nacional. El cudú en els seus colors naturals –una barreja de negre, blanc i marró– simbolitza la unitat dels diversos grups ètnics que conformen el país. La terrassa conté les plantes que proporcionen aliment i vestit al poble i el lema recorda la necessitat de mantenir el desig de la unitat nacional i la voluntat de treball per preservar la llibertat aconseguida.

## L'escut de Rhodèsia
La colònia autònoma britànica de Rhodèsia del Sud (coneguda simplement com a Rhodèsia a partir de 1964) tenia el seu propi escut d'armes des del 1923, el qual li fou concedit oficialment l'11 d'agost de 1924.
Era de sinople, amb un pic d'or en representació de la riquesa minera de la colònia. Al cap, d'argent, duia un lleó passant de gules, símbol heràldic britànic, i dos cards a banda i banda, trets de les armories de Cecil Rhodes, el polític i home de negocis del qual derivava el nom de la colònia (també feia referència a Rhodes el lema en llatí de sota l'escut: SIT NOMINE DIGNA, 'Que sigui digna del seu nom'). Ja apareixien en aquest antic escut els cudús com a suports i l'estatueta de pedra d'un ocell trobada a les ruïnes del Gran Zimbàbue. Anava timbrat amb un casc adornat amb llambrequins d'or i de sinople, típic de la tradició heràldica britànica.
Aquest escut fou adoptat també arran de la independència de Rhodèsia l'11 de novembre de 1965 i mantingut fins i tot quan l'estat va canviar el nom per Zimbàbue (17 d'abril de 1980), ja que no fou substituït per l'escut actual fins al setembre del 1981.